# Малиновоозерська селищна рада
Мали́новоозе́рська селищна рада (рос. Малиновоозёрский поселковый совет) — міське поселення у складі Михайловського району Алтайського краю Росії.
Адміністративний центр та єдиний населений пункт — селище міського типу Малинове Озеро.

## Населення
Населення — 2990 осіб (2019; 3586 в 2010, 4133 у 2002).